# Ventrispina woodi
Ventrispina woodi är en insektsart som beskrevs av Williams 1985. Ventrispina woodi ingår i släktet Ventrispina och familjen ullsköldlöss. Inga underarter finns listade i Catalogue of Life.